# Jane Wilde
Jane Frances Agnes Elgee, también conocida como Lady Jane Wilde o Speranza, (27 de diciembre de 1821 - 3 de febrero de 1896) fue una poetisa irlandesa. 

## Biografía
Jane era la menor de los cuatro hijos de Charles Elgee (1783-1824), un abogado del Condado de Wexford, y su esposa Sarah, hija de Thomas Kingsbury, comisario de quiebras. Su bisabuelo había llegado a Irlanda desde Italia en el siglo XVIII. Su tío, Charles Ormsby, era un miembro del Parlamento Irlandés (que fue abolido en 1801); Sir Robert McClure, un primo, fue quien descubrió el Paso del Noroeste; su único hermano, John Elgee, era uno de los miembros más distinguidos del American Bar.
Se desconocen los detalles de su educación, pero se sabe que dominaba varias lenguas. Publicó traducciones de autores alemanes (J. W. Meinhold, Sidonia the Sorceress, 1849) y franceses (Alphonse de Lamartine, Pictures of the first French revolution, 1850, y The Wanderer and his home, 1851). Además de latín y griego, probablemente dominaba también el italiano, español, polaco, ruso e irlandés.
En 1846 empezó a publicar prosa como John Fanshawe Ellis y poesía como Speranza en el periódico nacionalista The Nation, editado por Charles Gavan Duffy.
Fue una luchadora por la causa del independentismo irlandés del siglo XIX, lo que influyó mucho en su hijo, Oscar Wilde.